# Koibuchi Momona
Koibuchi Momona (恋渕 ももな 3 tháng 3 năm 1999 –) là một nữ diễn viên khiêu dâm người Nhật Bản. Cô thuộc về công ti Life Promotion và là nữ diễn viên độc quyền của SOD Create. Cô đã ra mắt ngành phim khiêu dâm vào ngày 21/4/2022.

## Tiểu sử

### Sinh ra và lớn lên
Cô sinh ra tại tỉnh Akita.
Năm cô học lớp 4 tiểu học, ngực cô đã to ra đến cỡ Cup C và đó cũng là lần đầu cô mặc áo ngực. Đến năm lớp 6, ngực cô đã to ra đến cỡ Cup D. Tại thời điểm đó, cô ghét tham gia học bơi do bề ngang ngực cô đôi khi quá nổi bật khi mặc đồ bơi trường học. Cô cũng đã biết thủ dâm khi còn học tiểu học. Cô đã tự gây khó thở và thủ dâm khi nín thở, hình thành tính cách khổ dâm từ bé.

### Những năm cấp hai
Cô đã có kinh nghiệm tham gia hội học sinh khi còn học cấp hai. Cô cũng đã chơi saxophone cho một ban nhạc kèn đồng. Trong khoảng thời gian này, cô cũng đã bị viêm gân khi chơi dương cầm. Trong năm đầu cấp hai, cô có chiều cao 158 cm và ngực cỡ Cup E, sau đó vào năm thứ ba ngực của cô đã có cỡ Cup F đến G. Do đồ lót phù hợp không có cỡ này, cô đã bắt đầu mặc đồ lót người lớn. Cô cũng đã tưởng tượng việc được người khác chú ý đến và cảm thấy thích thú về nó.

### Những năm cấp ba
Cô đã chọn nhập học trường trung học nữ sinh do không cần phải chạy marathon hay bơi lội, và không có ánh mắt bạn nam nào chú ý đến. Cô cũng là quản lí của câu lạc bộ truyền thông. Những người bạn tường chạm vào ngực để nó lời chào buổi sáng với cô, và ngực cô đã to ra cỡ Cup H.

### Những năm đào tạo để trở thành công chức
Khi cô còn là học sinh, cô có mong muốn trở thành ca sĩ hay diễn viên lồng tiếng, tuy nhiên bố mẹ đã không chấp nhận, vì vậy cô đã không thể nhập học đại học. Bố mẹ đã ép cô trở thành công chức, vì vậy cô đã nhập học trường dự bị công chức. Chủ đề cô yếu thích khi học để chuẩn bị cho bài thi sát hạch là Lịch sử Nhật Bản, tuy nhiên cô cũng có kĩ năng Khoa học chính trị và Tính toán nhanh, giỏi đến mức cô gần như đạt điểm tuyệt đối mỗi bài sát hạch. Tại thời điểm này, cô đã lần đầu hẹn hò với một nhân viên văn phòng lớn tuổi hơn mà cô gặp qua ứng dựng hẹn hò. Lần đầu quan hệ tình dục của cô không mấy thoải mái. Cô đã 19 tuổi vào thời điểm đó. Lí do cô hẹn hò muộn là do cô đã không gặp bạn nam nào khi học trường nữ sinh.

### Những năm làm công chức
Cô đã từng làm công chức tại một tòa thị chính địa phương. Làm việc tại phòng thuế, cô chủ yếu phụ trách về Thuế phương tiên nhẹ, Bảo hiểm y tế và Bảo hiểm chăm sóc dài hạn cho người lớn tuổi, và kiểm tra tờ khai thuế. Do áp lực công việc và bị quấy rối tình dục, cô đã bắt đầu hoạt động trên các nền tảng hẹn hò và đã quan hệ với khoảng 15 người trước khi ra mắt ngành. Trong thời gian này, cô cũng đã được một người đàn ông từng trải chỉ cho về khoái cảm khi quan hệ tình dục và xuất tinh. Ngoài ra, cô cũng đã tự lên đỉnh thành công bằng đồ chơi tình dục.
Cuối cùng cô đã nghỉ việc do tính chất công việc và bị quấy rối. Tuy nhiên bố mẹ cô đã phản đối điều này. Ngay cả khi cô mắc bệnh tâm lí sau khi nghỉ việc, cô vẫn bị nói rằng "đó là lỗi của con khi nghỉ làm công chức".

### Những năm làm thần tượng áo tắm và nữ diễn viên khiêu dâm
Một hôm, cô đã tham gia ứng tuyển từ mục tuyển dụng nữ diễn viên khiêu dâm trên trang web của công ti chủ quản. Sau khi nghỉ làm công chức cô đã đến Tokyo vào năm 2021, được phỏng vấn và nhận vào làm tại đó. Tháng 2/2022, ảnh áo tắm của cô lần đầu được đăng trên tạp chí FLASH của Kōbunsha. Sau khi đổi tên từ chỉ Momona sang Koibuchi Momona, ảnh khỏa thân lông mu của cô đã được đăng trên tạp chí FLASH số ngày 15/3/2022. Phần họ "Koibuchi" được lấy cảm hứng từ một bài thơ của Thiên hoàng Yōzei được đăng trong Hyakunin Isshu "Cô gái và chàng trai của dòng sông rơi xuống từ đỉnh dốc Tsukuba, rơi xuống vực thẳm và quấn lấy nhau" (筑波嶺の 峰より落つる男女川 恋ぞつもりて 淵となりぬる). Cô đã bắt đầu chụp ảnh áo tắm vì cô muốn tận dung bộ ngực lớn của mình, thứ cô ghét. Lí do khác là cô "nghĩ rằng [bộ ngực] sẽ làm mọi người hưng phấn hơn".
Vào ngày 21/4, cô trở thành nữ diễn viên khiêu dâm. Cô đã ra mắt ngành phim khiêu dâm từ hãng SOD Star. Lí do cô bắt đầu đóng phim khiêu dâm là do những lời khen cô nhận được từ độc giả và những người thâm niên trong ngành áo tắm, và cô thích đươc mọi người chú ý. Khi lần đầu đến địa điểm quay phim, cô nói rằng cô không thấy lo lắng và còn rất thích thú. Vào ngày 18/11, cô đã mỏ kênh YouTube riêng và bắt đầu làm YouTuber. 28/3/2023, cô thông báo trên kênh YouTube rằng ngực cô đã to ra cỡ Cup O.。
29/4/2023, sự kiện đánh dấu 1 năm ra mắt ngành của cô sẽ được tổ chức tại SyainBar Higashinakano cũ. Vào ngày 19/5, SOD Star thành lập nhóm "4star X sister" gồm 4 nữ diễn viên ra mắt ngành vào năm 2022 (Kamiki Rei, Koibuchi Momona, Kominato Yotsuha, Hoshino Riko). Nhóm đã lập kênh YouTube vào cùng ngày.
Cô đã lần đầu trải nghiệm creampie trong phim "Lệnh cấm creampie thô được gỡ. Quan hệ tình dục la hét và lên đỉnh đầy mồ hôi Koibuchi Momona" (初ナマ中出し解禁。汗だくまみれの大絶頂、大絶叫セックス 恋渕ももな) phát hành ngày 20/7. Creampie đầu tiên này được thực hiện bởi Yoshimura Taku.
Trong tuần ngày 31/7, phim của cô "【Nhắc đến mùa hè là nhắc đến áo tắm! Lễ hội Bikini tập thể SODstar】 THE Lễ hội Bikini dành cho phụ nữ Hai người bạn thân nhất với cơ thể tuyệt hảo nhận được creampie đôi tuyệt vời! Kamiki Rei Koibuchi Momona" (【夏といえば水着！SODstar全員ビキニ祭】THE ビキニ女子会 グラマスボディの仲良しツートップが豪華W中出し！ 神木麗 恋渕ももな) đã xếp thứ nhất trên bảng xếp hạng sàn bán hàng qua bưu điện của FANZA.
Phim của cô "Koibuchi Momona (24) đã đến suối nước nóng Hakone Yumoto, tại sao không thử vào phòng tắm nam với chỉ một cái khăn tắm trên người? HARD" (箱根湯本温泉を訪れた恋渕ももなちゃん（24）タオル一枚男湯入ってみませんか？HARD) đã vươn lên xếp thứ 7 ngay khi vừa phát hành trên bảng xếp hạng sàn bán hàng qua bưu điện của FANZA trong tuần ngày 18/9.
Trong bảng xếp hạng sàn video FANZA hàng tuần ngày 2/10, phim của cô "Lệnh cấm creampie thô được gỡ. Quan hệ tình dục la hét và lên đỉnh đầy mồ hôi Koibuchi Momona" đã vươn lên xếp thứ 3 ngay khi vừa phát hành.
Phim của cô "Bộ ngực của nhân viên văn phòng nữ ngực lớn yếu ớt sống ở phòng bên cạnh đã quá gợi cảm... Đột nhập vào nhà●Hiếp dâm ngay lập tức●Chảy tràn tinh dịch khi bị nhốt Koibuchi Momona" (隣の部屋に住む爆乳OL 無防備な乳がエロすぎて...自宅侵入即レ●プ 強●中出し監禁 恋渕ももな) đã vươn lên xếp thứ 8 ngay khi vừa phát hành trên bảng xếp hạng sàn bán hàng qua bưu điện của FANZA trong tuần ngày 23/10. Phim cũng đã vuơn lên xếp thứ 7 trên bảng xếp hạng trong tuần ngày 30/10.
Phim của cô "Koibuchi Momona (24) đã đến suối nước nóng Hakone Yumoto, tại sao không thử vào phòng tắm nam với chỉ một cái khăn tắm trên người? HARD" đã nổi tiếng trở lại và vươn lên xếp thứ 5 trong bảng xếp hạng sàn video FANZA hàng tuần ngày 25/12.

## Đời tư
- Cô có phức cảm về kích cỡ ngực của mình,[3][17] rằng cô không hợp mặc trang phục đáng yêu, không có đồ lót vừa để mặc,[17] trông khá mập, bị đau cổ nặng, sau khi tham gia lao động mọi người nhìn vào ngực của cô nhiều hơn mặt, trở thành nạn nhân của quấy rối tình dục, bị sờ mó vào bộ phận nhạy cảm,[17] và cô cũng có lúc suy nghĩ rằng nên phẫu thuật cắt bỏ một phần.[17][33] Cô nói rằng ngành phim khiêu dâm chính là mục tiêu của mình, nơi những điều tiêu cực trở nên tích cực về chuyện này.
- Cô rất thích các thành viên Hello! Project (Kitagawa Rio, Yōfu Runo, Kitahara Momo).[20] Cô cũng đam mê lịch sử Nhật Bản (đặc biệt trong thời kỳ Chiến Quốc và những năm Bakumatsu, những nhân vật cô yếu thích là Ōtani Yoshitsugu, Akechi Mitsuhide, Saitō Hajime).[20] Cô thích cung thiên văn (đặc biệt chòm sao và những thần thoại).[20] Những thứ cô thích khác bao gồm yêu quái UMA (sinh vật chưa xác định),[20] Sailor Moon, Pokémon, Starbucks, muối tắm, kẹo dẻo Pure, light novel và màu hồng.[34] Cô đã đam mê lịch sử Nhật Bản từ khi chơi các trò của Koei Tecmo (bắt đầu từ một trò chơi Otome).[11]
- Các loạt phim Kamen Rider cô yêu thích là Den-O, Kiva, Decade, W và OOO.[10]
- Cô không có hứng thú với các bộ anime nổi tiếng.[34]
- Hãng áo ngực yêu thích của cô là Panache và Freya.[10]
- Nữ diễn viên khiêu dâm và cô muốn diễn chung là Ōtsuki Hibiki.[10]
- Cô bị dị ứng với lúa mì và ánh sáng mặt trời.[20][34][35]
- Chính cô và những người khác đã nhận xét rằng cô chơi thể thao kém.[9] Trong phim ra mắt ngành, cô đã thực hiện kích dục bằng ngực, tuy nhiên ngực cô quá lớn nên đôi lúc nó trông giống luyện cơ hơn, và cẳng tay cô đã trở nên rất mỏi.[3]
- Cô từng làm việc bán thời gian tại một cửa hàng 100 yên bán đồ anime.[10]
- Dựa trên kinh nghiệm chính mình, cô đã nói với những phụ nữ là nạn nhân quấy rối tình dục rằng "Đó không phải lỗi của bạn mà là môi trường xung quanh" và "Không có gì phải xấu hổ khi lựa chọn thay đổi môi trường đó".[11]

## Khuynh hướng tình dục
- Cô là một người khổ dâm (M). Khi đóng phim, cô thích được ngắm nhìn và không bị ai làm phiền. Tại địa điểm quay phim khiêu dâm, cô được nhìn bởi nhiều nhân viên hỗ trợ, nên cô đã cảm thấy hưng phấ đến nỗi đã lên đỉnh ngay trước máy quay.[14] Cô thích được đeo vòng choker, đi bộ khi bị quấn cở lại bằng xích chó, hoặc được bỏ lại khi bị trói bởi dây thừng.[36]
- Tư thế quan hệ tình dục yêu thích của cô là kiểu chó.[10]
- Cô thủ dâm mỗi ngày khi có hứng. Cô nói rằng mình thích thủ dâm bằng cách nhét máy rung vào âm đạo và máy massage điện vào âm vật.[8] Cô nhập tâm vào thủ dâm khi mơ tưởng bản thân được đấu giá và hiếp dâm tập thể, hay về các phim của cô được mọi người xem. Điều đó khiến khoái cảm của cô lên đến tận não chỉ sau ít hơn một phút. Cô cũng hạn chế thủ dâm trước khi đóng phim[14] Ngoài ra, cô nói rằng cô không thể cảm thấy thoải mái khi không có người quan sát.[8]

## Thư viện ảnh
- Momona tại Akiba ni Ai ni Koi! Akihabara Jack Event vào ngày 11/12/2022
- Momona tại Akiba ni Ai ni Koi! Akihabara Jack Event vào ngày 11/12/2022
- Momona tại SOD AKIHABARA JACK vào ngày 3/12/2023